# Rudy Gay

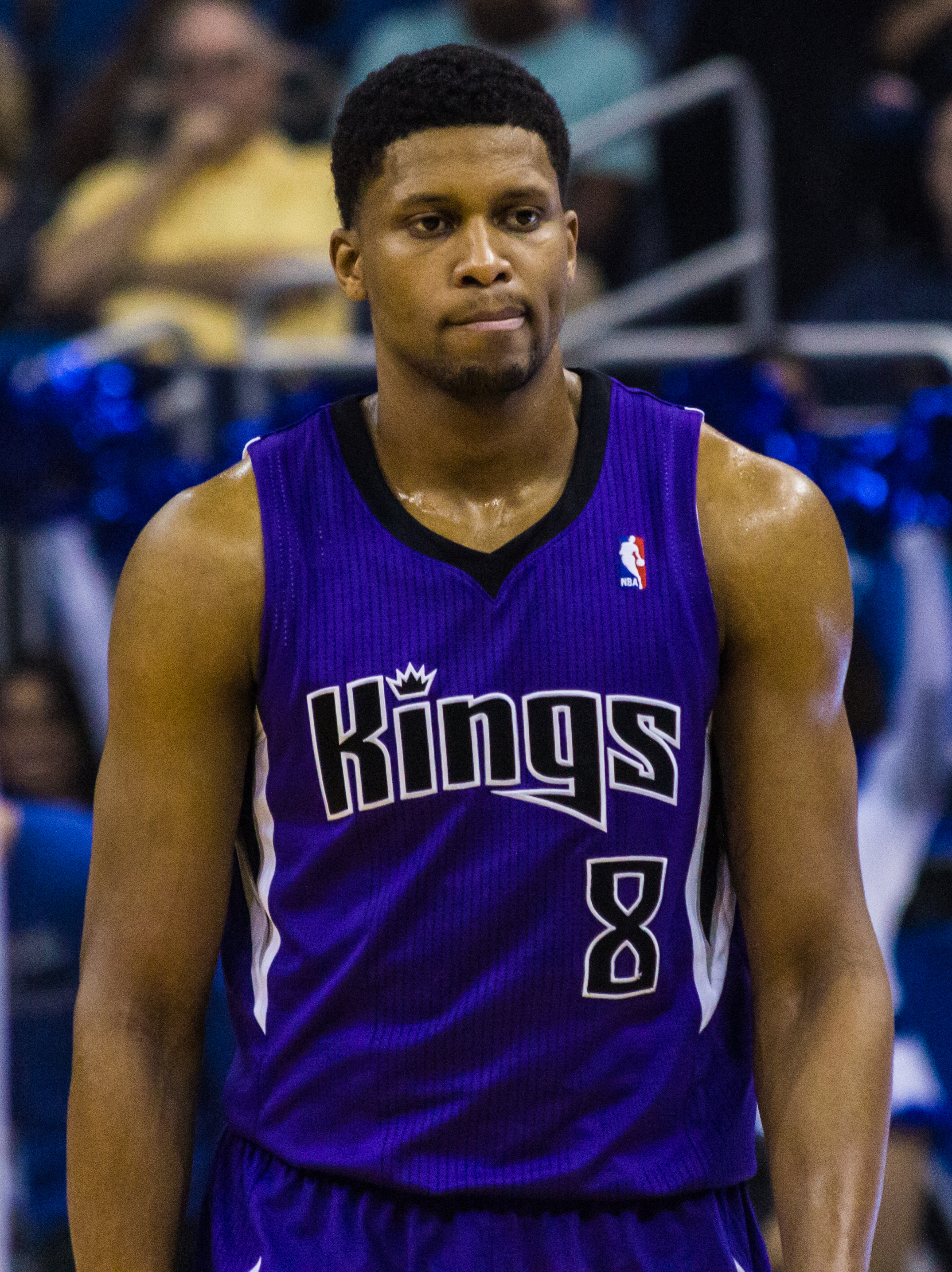
Rudy Gay, 2013.

Rudy Carlton Gay Jr., född 17 augusti 1986 i New York i New York, är en amerikansk professionell basketspelare (PF/SF) som spelade senast för Utah Jazz i National Basketball Association (NBA). Han har tidigare spelat för Memphis Grizzlies, Toronto Raptors, Sacramento Kings och San Antonio Spurs.
Gay var med och vinna, tillsammans med det amerikanska basketlandslaget, världsmästerskapet i basket för herrar 2010 och världsmästerskapet i basket för herrar 2014.
Han draftades av Houston Rockets i första rundan i 2006 års draft som åttonde spelare totalt.
Innan Gay blev proffs studerade han vid University of Connecticut och spelade för universitetets idrottsförening Connecticut Huskies.
Han är syssling till Bub Carrington.